# 糸満市消防本部
糸満市消防本部（いとまんししょうぼうほんぶ）は、沖縄県糸満市の消防部局（消防本部）。管轄区域は糸満市全域。

## 概要
- 消防本部：糸満市字大里962番地
- 管内面積：46.63km2
- 職員数：58人
- 消防署1カ所

### 主力機械
2021年9月1日現在
- 消防ポンプ自動車：2
- 水槽付消防ポンプ自動車：2
- 屈折はしご付消防ポンプ自動車：１
- 化学消防自動車：1
- 水槽車：1
- 救急自動車：4
- 救助工作車：1
- 広報車：1
- 資機材搬送車：1
- 水上バイク：1
- その他：5

## 沿革
- 1963年4月11日  糸満町消防本部を設置する。
- 1971年12月1日  糸満市に昇格する。
- 1990年　字糸満（町端区）にあった消防本部（消防署）を大里の県道77号沿いに移転する。

## 組織
- 本部 - 総務課・予防課

- 消防署 - 警防課・第1警備係・第2警備係・第3警備係

## 消防署
| 消防署       | 住所          |
| ------------ | ------------- |
| 糸満市消防署 | 字大里962番地 |